# 波哥大地铁
波哥大地铁（西班牙语：Metro de Bogotá）是哥伦比亚首都波哥大市的轨道交通系统。

## 历史

#### 1950年代
在1950年代，古斯塔沃·罗哈斯·皮尼利亚将军发起了与纽约地铁公司签订波哥大地铁研究合同的程序，但政变取消了该计划。

#### 招标
在2019年10月16日，波哥大首条地铁线路项目，合同总额逾50亿美元。招标被授予“ APCA Transmimetro”集团，该集团由两家中国上市公司组成：持股85％的中国港湾工程有限公司和持股15％的西安地铁公司。